# 80式衝鋒手槍
80式衝鋒手槍是中華人民共和國於1970年代研製的一種全自動手槍，以曾經在中國大陸境內流行的毛瑟C96手槍為基礎。

## 設計
80式衝鋒手槍是針對中國人民解放軍的車輛人員和沒有裝備突擊步槍的軍事人員而研製出來的個人防衛武器。
80式部份設計是仿自毛瑟C96的M712速射型（Schnellfeuer），可選擇半自動或全自動射擊，口徑改為托卡列夫手槍專用的7.62×25毫米手槍彈，並可以10發或20發的彈匣供彈，其握把亦與64式手槍相同。
與毛瑟C96手槍一樣，80式衝鋒手槍也配有一個木製槍套，必要時也可加到槍後充當槍托使用以降低後座力（附帶一提採用這種設計的槍械還有魯格P08的炮兵型與斯捷奇金自動手槍）。雖然80式能夠在近距離提供強大的火力，但是在打完十發子彈之後就很容易發生槍管過熱甚至走火的情況。

## 使用國
- 中华人民共和国

## 另外
- 全自動手槍
- 魯格手槍
- 毛瑟C96手槍
- 阿斯特拉M900手槍
- 斯捷奇金自動手槍
- OTs-33全自動手槍

## 外部連結
- Modern Firearms（页面存档备份，存于）
- Арсенал: Китайские пистолеты на Братишка.ru
- Стрелковое оружие: Пистолеты - Китай на Eragun.com